# Ismaël Doukouré
Ismaël Landry Doukouré, född 24 juli 2003 i Lille, är en fransk fotbollsspelare som spelar för Strasbourg. Han spelar främst som mittback.

## Klubbkarriär
Doukouré föddes i Lille och växte upp i stadsdelen Boulevard de Metz. Han började spela fotboll som sexåring i Lille Wazemmes. Efter ett år i Lille Wazemmes följde Doukouré med sin bror till Iris Club de Lambersart. Efter två år i klubben gick han till Lille och följde även denna gång med sin storebror. Därefter gick Doukouré till Valenciennes.
I juli 2020, som 16-åring, skrev Doukouré på sitt första proffskontrakt med Valenciennes; ett treårskontrakt. Flera europeiska storklubbar hade då redan visat intresse att värva den unga försvararen, bland annat Barcelona, Juventus, Roma, Atalanta, Hertha Berlin och Benfica. Den 17 oktober 2020 gjorde Doukouré sin proffsdebut i en oavgjord mållös match mot Sochaux-Montbéliard i Ligue 2.
Den 29 januari 2022 värvades Doukouré av Strasbourg, där han skrev på ett 4,5-årskontrakt.

## Landslagskarriär
I mars 2021, efter nästan ett år utan ungdomslandskamper på grund av coronaviruspandemin, blev Doukouré för första gången uttagen i Frankrikes U19-landslag. Doukouré spelade sin första match för U19-landslaget den 27 mars då han bildade mittbackspar med Timothée Pembélé i en 3–2-förlust mot klubblaget AJ Auxerre.
Den 30 juni 2021 blev Doukouré uttagen i U23-landslagets prelimära trupp till olympiska sommarspelen 2020 som avgjordes sommaren 2021 i Tokyo. Den 2 juli fanns han även med i den slutgiltiga truppen till OS som togs ut av förbundskaptenen Sylvain Ripoll. Doukouré debuterade för U23-landslaget den 16 juli 2021 i en i en vänskapsmatch Sydkorea. Matchen slutade med en 2–1-vinst för Frankrike och Doukouré blev inbytt i den 79:e minuten mot Pierre Kalulu vid ställningen 1–0 till Sydkorea.

## Karriärstatistik
| Klubb              | Säsong             | Liga               | Liga    | Liga | Nationell cup | Nationell cup | Totalt  | Totalt |
| Klubb              | Säsong             | Division           | Matcher | Mål  | Matcher       | Mål           | Matcher | Mål    |
| ------------------ | ------------------ | ------------------ | ------- | ---- | ------------- | ------------- | ------- | ------ |
| Valenciennes FC    | 2020/2021          | Ligue 2            | 19      | 0    | 3             | 0             | 22      | 0      |
| Valenciennes FC    | 2021/2022          | Ligue 2            | 9       | 0    | 2             | 1             | 11      | 1      |
| Valenciennes FC    | Totalt             | Totalt             | 28      | 0    | 5             | 1             | 33      | 1      |
| Strasbourg         | 2021/2022          | Ligue 1            | 1       | 0    | 0             | 0             | 1       | 0      |
| Strasbourg         | 2022/2023          | Ligue 1            | 26      | 1    | 1             | 0             | 27      | 1      |
| Strasbourg         | Totalt             | Totalt             | 27      | 1    | 1             | 0             | 28      | 1      |
| Totalt i karriären | Totalt i karriären | Totalt i karriären | 55      | 1    | 6             | 1             | 61      | 1      |